# Joseph Caldwell (matemático)
Joseph Caldwell (Lamington, Nova Jérsei, 21 de abril de 1773 – Chapel Hill, Carolina do Norte, 27 de janeiro de 1835) foi um educador, ministro presbiteriano e matemático estadunidense. Foi o primeiro presidente da Universidade da Carolina do Norte em Chapel Hill (UNC), de 1804 a 1812 e de 1816 até sua morte em 1835.
O Condado de Caldwell, Carolina do Norte, é denominado em sua memória.
Em outubro de 2013 a Universidade da Carolina do Norte em Chapel Hill realizou uma exibição para comemorar o papel dos maçons no estabelecimento da primeira universidade pública nos Estados Unidos. Entre os itens em exibição estavam os documentos dos séculos XVIII e XIX do Eagle Lodge No. 19 em Hillsborough documentando as solicitações, ou “petições”, do primeiro presidente da UNC, Joseph Caldwell, a receber o primeiro e o segundo graus da maçonaria.

## Galeria

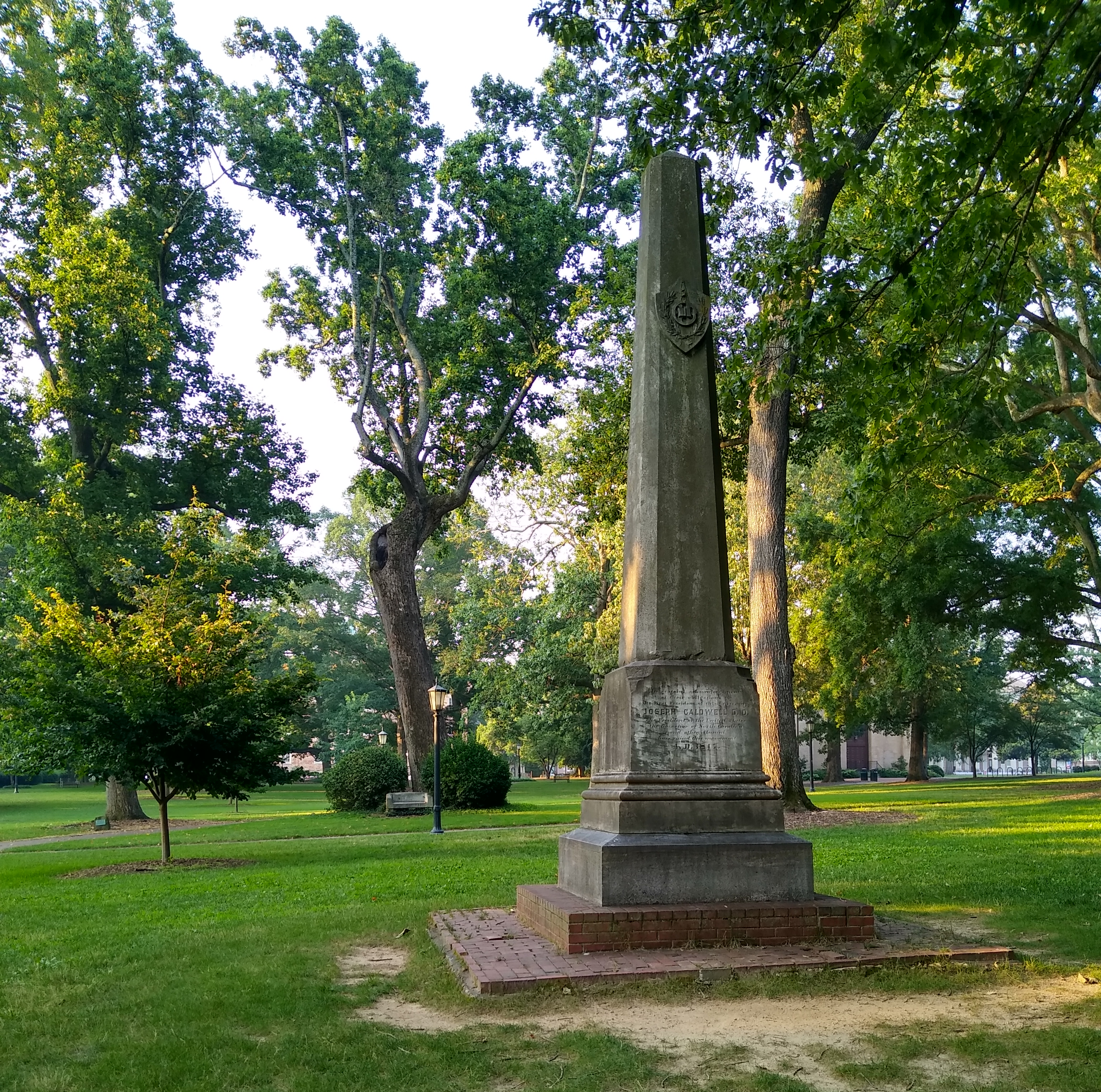
Monumento a Joseph Caldwell no campus da UNC campus, com Davie Poplar ao fundo